# Casablanca StageWorks
Casablanca StageWorks war eine 1979 gegründete Abteilung von Casablanca Record & FilmWorks.

## They’re Playing our Song
Um das Musical They’re Playing our Song auf die Bühne zu bringen, das von Neil Simon (Buch), Carole Bayer Sager (Texte) und Marvin Hamlisch (Musik) geschrieben worden war, gründete Casablanca Record & FilmWorks-Chef Neil Bogart Casablanca StageWorks.
Das Musical wurde vom 11. Februar 1979 bis zum 6. September 1981 im Imperial Theatre am Broadway in New York uraufgeführt. Lucie Arnaz gewann für die weibliche Hauptrolle in der Produktion 1979 den Theatre World Award, außerdem war das Stück im selben Jahr für vier Tony Awards und fünf Drama Desk Awards nominiert. Die Schallplattenadaption wurde von Casablanca Records vertrieben.

## Frankenstein
Der Versuch von Bogarts Partner, Peter Guber, das Stück Frankenstein wieder auf den Broadway zu bringen, scheiterte allerdings daran, dass Gubers Vorstellung, eine solche Produktion mit Mitteln der Filmindustrie zu bewerben, bei den Broadway-Produzenten nicht die erhoffte Resonanz fand. Als man Guber sagte, dass man dort mit solchen Ideen nicht agiere, sondern eine Art stillen Teilhaber suche, stieg er aus den Verhandlungen um die Beteiligung von Casablanca StageWorks aus. Die Show war später ein finanzielles Desaster für 20th Century Fox, die stattdessen in die Produktion eingestiegen waren. Nach 29 Proben kam es am 4. Januar 1981 zur einzigen Aufführung im Palace Theatre. Das Stück gewann allerdings den Drama Desk Award für Outstanding Lighting Design.

## Bread and Circus
Eine weitere Produktion war 1980 Bread and Circus, die an Peter Gubers Alma Mater, der New York University produziert wurde. Die Universität stellte Räumlichkeiten und Studenten für die Produktion zur Verfügung. Bread and Circus war von Alexander Calders Wire Circus inspiriert und wurde von Brooke Lappin and Bruce Bassman geschrieben, Regie führte Pat Birch. Die Musik stammte von Hayden Wayne.